# جامعة خاركوف الوطنية للسيارات والطرق
جامعة خاركوف الوطنية للسيارات والطرق مؤسسة تعليم عالي أوكرانية، (بالأوكرانية: Харківський національний автомобільно-дорожній університет) هي جامعة تقع في خاركيف أوبلاست، أوكرانيا. تأسست هذه الجامعة في سنة 1930